# Kirche Wittgendorf (Zittau)

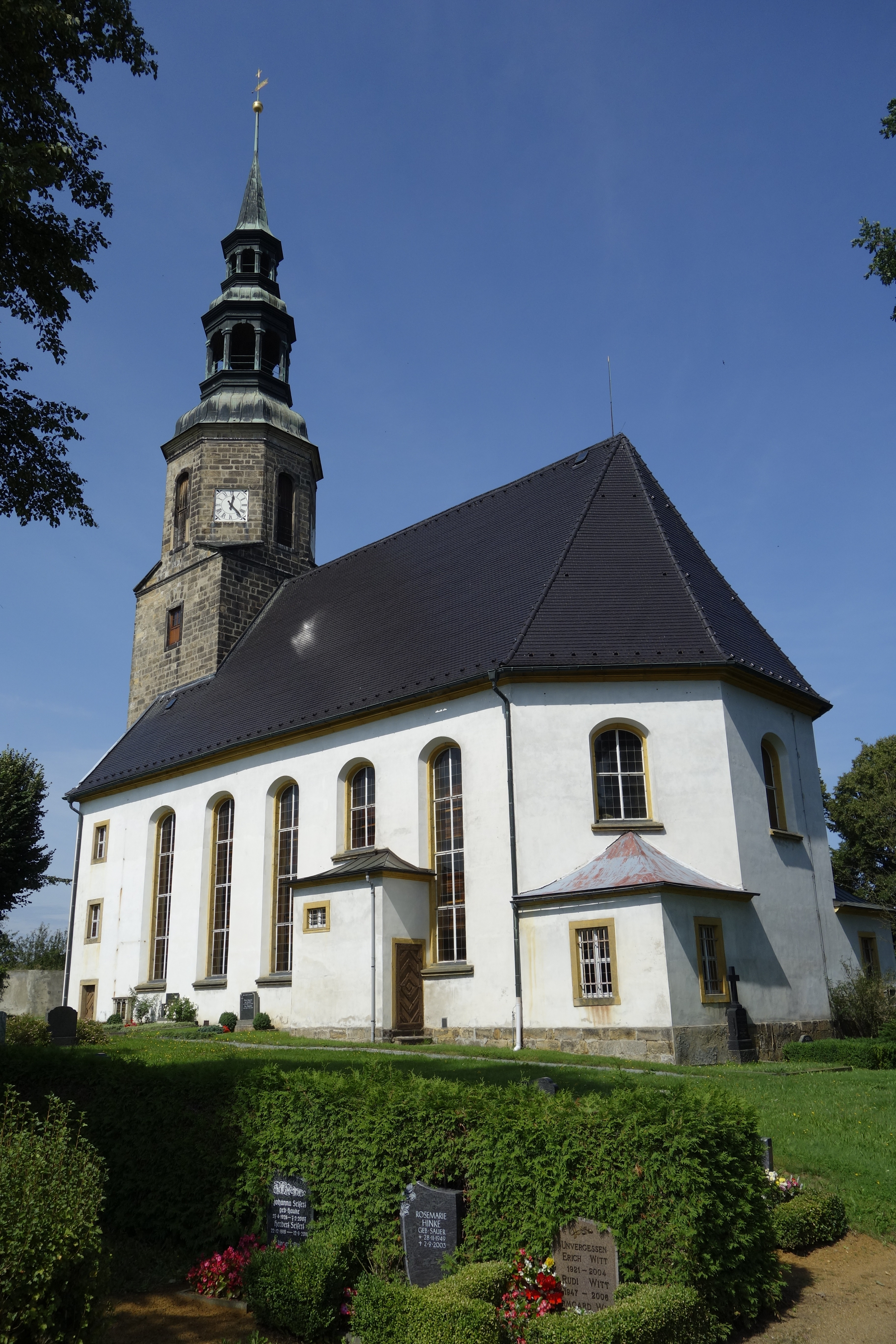
Kirche Wittgendorf

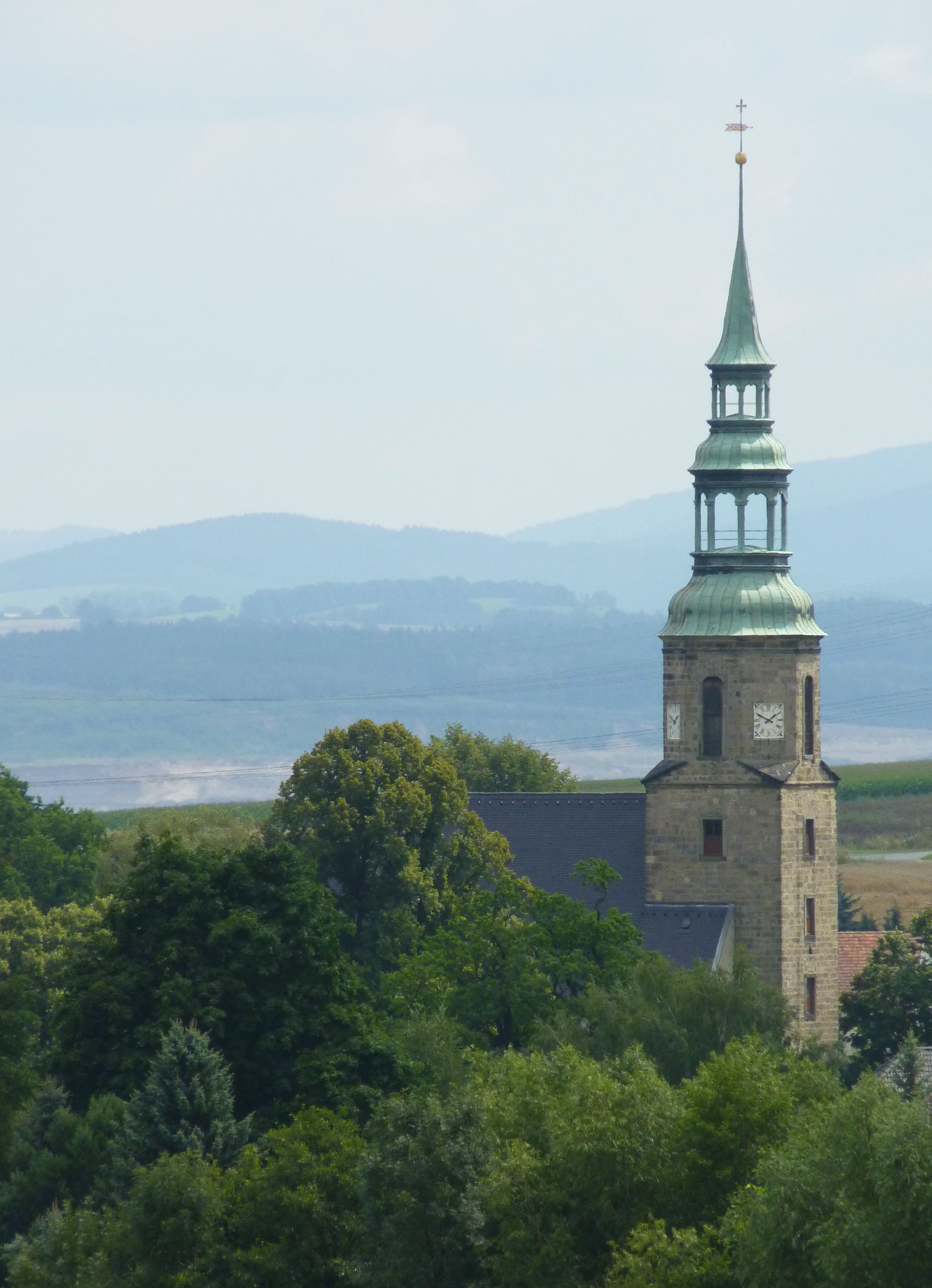
Lage der Kirche in der Landschaft

Die evangelische Dorfkirche Wittgendorf ist eine stattliche Hallenkirche im Ortsteil Wittgendorf von Zittau im Landkreis Görlitz in Sachsen. Sie gehört zur Kirchengemeinde Wittgendorf im Kirchenbezirk Löbau-Zittau der Evangelisch-Lutherischen Landeskirche Sachsens.

## Geschichte und Architektur
Die große Hallenkirche wurde in den Jahren 1754–1775 unter Verwendung älterer Bausubstanz erbaut. Das Innere wurde in den Jahren 1805–1811 neu gefasst. Restaurierungen wurden in den Jahren 1865 (neue Fenster eingebaut), 1900 und 1904 durchgeführt.
Das schlichte Bauwerk endet in einem dreiseitigen Ostschluss. Der leicht eingezogene Turm in Bruchstein über quadratischem Grundriss schließt mit einem achteckigen Glockengeschoss und einer doppelt geschweiften Haube.
Das lichte Innere des Bauwerks ist durch eine flache Decke mit Rokokospiegel geschlossen, eine zweigeschossige hölzerne Empore umgibt den Raum; die untere Empore setzt sich bis in den Chor fort.

## Ausstattung
Das Hauptstück der Ausstattung ist ein Kanzelaltar aus dem Jahr 1755 von Johann Christian Atte, die ursprüngliche Fassung wurde durch Dietrich Christian Vierling ausgeführt. Im Jahr 1805 erfolgte eine Neufassung durch Johann Schlappack aus Ostritz-Marienthal im Landkreis Zittau und seinem Sohn, wobei vermutlich auch die Ornamentik reduziert wurde. Auf dem Schalldeckel ist das Lamm Gottes vor einer Strahlenglorie dargestellt. Seitlich des Kanzelkorbs sind jeweils zwei übereck gestellte Säulen angeordnet, dazwischen links die Allegorie des Glaubens, rechts diejenige der Hoffnung. Über dem Gebälk ist ein Ölgemälde mit der Auferstehung Christi angebracht, dieses wurde im Jahr 1806 anstelle eines anderen von Johann Schlappack nach dem Vorbild des Altars in der Dorfkirche Großschönau geschaffen. Auf den Gesimsen über den Säulenstellungen ruhen zwei Putten.
Die Orgel ist ein Werk von Friedrich Jahn & Sohn aus dem Jahr 1856 mit 23 Registern auf zwei Manualen und Pedal.
Auf dem Friedhof sind Grabdenkmäler des 17. und 18. Jahrhunderts erhalten.